# 夫婦のじかん
夫婦のじかん（ふうふのじかん）は、吉本興業に所属する日本の夫婦お笑いコンビ。NSC東京校11期出身。2016年結成。

## メンバー
大貫さん（おおぬきさん、1981年7月8日 - ）立ち位置は向かって左。
栃木県出身。立教大学卒業。
身長161cm、血液型A型。
特技はイラストで副業としてイラストレーターを兼業しており、イラストレーターとしては年収1000万円とのこと。美化似顔絵や、いろんな画風で芸人の結成秘話を漫画で描くというネタを『あらびき団』で披露していた。
Instagramにて、「夫婦成長期」なる4コマ漫画を掲載中。その漫画が話題になり、PARCO出版より「母ハハハ!」として出版された。
上記の漫画は集英社ちびまる子ちゃんファンコミック大賞、ママリ漫画大賞、小学館漫画賞、たまひよ漫画賞などの漫画賞を受賞した。帯は後輩および友人の渡辺直美が書いている。
よしもとべっぴん女芸人第3位。
料理が苦手なので旦那へ全て任せる代わりに、生活費を稼いでいる。
2015年まで、おやきくんとのコンビ『タカダ・コーポレーション』として活動。
1980年に起こった一億円拾得事件で1億円を拾ったトラック運転手・大貫久男の姪孫。
山西 章博（やまにし あきひろ、1982年11月29日 - ）立ち位置は向かって右。
徳島県出身、専修大学卒業。
身長168cm、血液型B型。
よしもとブサイク芸人第3位。
家庭において家事全般を担当している。
かつてはりゅーじとのコンビ『トンファー』として活動。

## 略歴
2人はNSCの同期で若手の頃から面識があり、後に結婚へ至った。2人の婚姻届の証人は、大貫と仲の良い先輩である近藤春菜と三瓶。結婚式は挙げておらず、ウエディング番組のなら婚にて新婚旅行とフォトウェディングを兼ねてパラオへ行った。
お互い別々のコンビで活動していたが、タカダ・コーポレーションが事実上の解散となり、トンファーも解散したことをきっかけにコンビを結成した。入籍時にYahoo!ニュースのトップを飾った時の写真と、コンビ結成時にYahoo!ニュースのトップを飾った時の写真が同じ入籍手続きの際の写真である。
『メッセンジャーの○○は大丈夫なのか?』2018年7月19日放送分で、副業で稼いでいる芸人の特集でVTR出演。大貫が第1子を出産し、子育てしながらイラストレーターをしている姿が取り上げられた。また、育児のためコンビとしての活動は休業中で山西がピンで活動していると語った。山西の月収は35,000円だがファッションへの拘りが強く、使う時には洋服代で月5万円もかかるとのことだが、大貫としては「副業ばかりで本業が疎かになるくらいなら」と容認している。芸人仲間と飲みに行くときは「奥さんのクレジットカードで支払っている」とのこと。
大貫が描く夫婦の芸人活動や、夫婦、子育てを綴ったエッセイ漫画「母ハハハ!」がパルコ出版より2019年3月2日に発売された。下野新聞、たまひよONLINE、mamagirl、POCKET PARCOなど漫画連載多数。
よしもとドラマ部として活動する大貫は、ドラマ好きが高じて初めて脚本を書いたところ、第35回フジテレビヤングシナリオ大賞で最終候補に選出された。（2023年度）

## 出演番組
※以前のコンビでの出演は、各々のページ（タカダ・コーポレーション、トンファー）参照。

### バラエティ
- なら婚（日本テレビ）パラオ編
- ニノさん（日本テレビ）2016年7月3日
- 直撃!コロシアム!! ズバッと!TV（TBS）2016年7月4日
- 猫のひたいほどワイド（テレビ神奈川、2016年4月～）レギュラーレポーター
- ヤンごとなき!（UX）鈴木Q太郎（ハイキングウォーキング）とファッションコーデ対決
- スナックあけぼの橋（フジテレビ）2016年9月29日
- 前略、西東さん（中京テレビ）2016年10月8日
- 特捜警察ジャンポリス（テレビ東京）2016年12月23日
- 爆報! THE フライデー（TBS）2017年2月17日
- 水曜日のダウンタウン（TBS）2017年2月22日
- ウチのガヤがすみません!（日本テレビ）2017年4月～2021年9月
- 明石家地下王国（TBS）2017年7月12日
- 結婚式、挙げてみませんか?（BSジャパン）2017年8月8日
- ミュージックステーション（テレビ朝日）2020年6月26日
- 令和にはありえない！？ニュースになったアゲ人生（フジテレビ）2021年3月10日、17日
- ワシんトコポスト（BSよしもと）不定期出演
- スッキリ（日本テレビ）2022年 コーナー担当
- シューイチ（日本テレビ）2022年4月24日
- ブラマヨ談話室～ニッポン、どうかしてるぜ！～（BSフジ）不定期出演
- 東野山里のインプット（BSよしもと）2023年8月20日　「はやく起きた朝は」特集
- ABEMA Prime（abema）2023年12月15日
- 東野山里のインプット（BSよしもと）2023年12月30日　「金八先生」特集
- チャンスの時間（abema）不定期出演

### テレビドラマ
- ドクターカー（読売テレビ制作・日本テレビ系列）第10話 昆布屋の主婦役（大貫さんのみ）
- 突然ですが、明日結婚します（フジテレビ系列）月9ドラマ・神谷の同級生役

### ラジオ
- オールナイトニッポンw（ニッポン放送）MCやる蔵の声を山西が担当
- よしもと5じ6じラジオ（横浜コミュニティ放送、2016年4月～）MC

### ネット放送
- 新生紀ドラゴゲリオンZ（ニコニコ生放送）2016年7月4日放送 28話
- 新生紀ドラゴゲリオンZ（ニコニコ生放送）2016年10月9日放送 31話
- 新生紀ドラゴゲリオンZ（ニコニコ生放送）2016年12月25日放送 超拡大版SP
- 夫婦のお金のじかん（松井証券公式YouTube）2021年7月20日～
- よしもとドラマ部のドラマの話がしたいんだ！（J:COM公式YouTube）2024年10月～